# Unidade local de saúde
Uma unidade local de saúde é uma unidade do Serviço Nacional de Saúde que presta, de forma integrada, cuidados de saúde primários, hospitalares e continuados à população residente na sua área de influência.

## Todas as ULS
- ULS do Alto Ave: Hospital da Senhora da Oliveira Guimarães com o ACeS do Alto Ave – Guimarães/Vizela/Terras de Basto e o Centro de Saúde de Celorico de Basto.
- ULS de Barcelos/Esposende: Hospital de Santa Maria Maior-Barcelos com o ACeS do Cávado III – Barcelos/Esposende.
- ULS de Braga: Hospital de Braga com os ACeS do Cávado I – Braga e do Cávado II – Gerês/Cabreira.
- ULS da Póvoa de Varzim/Vila do Conde: Centro Hospitalar Póvoa de Varzim/Vila do Conde com o ACeS do Grande Porto IV – Póvoa de Varzim/Vila do Conde.
- ULS do Médio Ave: Centro Hospitalar do Médio Ave com os ACeS do Grande Porto I – Santo Tirso/Trofa e do Ave – Famalicão.
- ULS do Tâmega e Sousa: Centro Hospitalar do Tâmega e Sousa com os ACeS do Tâmega I – Baixo Tâmega, com exceção do Centro de Saúde de Celorico de Basto, do Tâmega II – Vale do Sousa Norte e do Tâmega III – Vale do Sousa Sul.
- ULS de Gaia/Espinho: Centro Hospitalar de Vila Nova de Gaia/Espinho com os ACeS do Grande Porto VII – Gaia e do Grande Porto VIII – Espinho/Gaia.
- ULS de Trás-os-Montes e Alto Douro: Centro Hospitalar de Trás-os-Montes e Alto Douro com ACeS de Trás-os-Montes – Alto Tâmega e Barroso, do Douro I – Marão e Douro Norte e do Douro II – Douro Sul.
- ULS de Entre Douro e Vouga: Centro Hospitalar de Entre o Douro e Vouga com os ACeS de Entre Douro e Vouga I – Feira e Arouca e de Entre Douro e Vouga II – Aveiro Norte.
- ULS de São João: Centro Hospitalar Universitário de São João com os ACeS do Grande Porto III – Maia/Valongo e do Grande Porto VI – Porto Oriental.
- ULS de Santo António: Centro Hospitalar Universitário de Santo António com os ACeS do Grande Porto II – Gondomar e do Grande Porto V – Porto Ocidental.
- ULS do Baixo Mondego: Hospital Distrital da Figueira da Foz com os Centros de Saúde da Figueira da Foz, de Soure e de Montemor-o-Velho.
- ULS da Cova da Beira: Centro Hospitalar Universitário da Cova da Beira com o ACeS da Cova da Beira.
- ULS de Viseu Dão-Lafões: Centro Hospitalar Tondela-Viseu, com o ACeS de Dão-Lafões.
- ULS da Região de Leiria: Centro Hospitalar de Leiria com o ACeS do Pinhal Litoral, e os Centros de Saúde de Ourém, de Fátima, de Alcobaça e da Nazaré.
- ULS de Coimbra: Centro Hospitalar e Universitário de Coimbra, Hospital Arcebispo João Crisóstomo – Cantanhede e o Centro de Medicina de Reabilitação da Região Centro – Rovisco Pais, com o ACeS do Pinhal Interior Norte e os Centros de Saúde de Cantanhede, de Celas, de Eiras, de Fernão Magalhães, de Norton de Matos, de Santa Clara, de São Martinho do Bispo, de Condeixa-a-Nova, da Mealhada, de Mira, de Mortágua e de Penacova.
- ULS da Região de Aveiro: Centro Hospitalar do Baixo Vouga e do Hospital Dr. Francisco Zagalo – Ovar com o ACeS do Baixo Vouga.
- ULS de Amadora/Sintra: Hospital Professor Doutor Fernando Fonseca com os ACeS da Amadora e de Sintra.
- ULS de Almada-Seixal: Hospital Garcia de Orta com o ACeS Almada-Seixal.
- ULS da Lezíria: Hospital Distrital de Santarém com o ACeS Lezíria.
- ULS do Estuário do Tejo: Hospital de Vila Franca de Xira, com o ACeS Estuário do Tejo.
- ULS de Loures-Odivelas: Hospital de Loures com o ACeS Loures-Odivelas, com exceção do Centro de Saúde de Sacavém.
- ULS de Santa Maria: Centro Hospitalar Universitário de Lisboa Norte com o ACeS Lisboa Norte e o Centro de Saúde de Mafra.
- ULS de São José: Centro Hospitalar Universitário de Lisboa Central, Centro Hospitalar Psiquiátrico de Lisboa e Instituto de Oftalmologia Dr. Gama Pinto, com ACeS de Lisboa Central e o Centro de Saúde de Sacavém.
- ULS do Oeste: Centro Hospitalar do Oeste com ACeS Oeste Sul, com exceção do Centro de Saúde de Mafra, e os Centros de Saúde do Bombarral, das Caldas da Rainha, de Óbidos e de Peniche.
- ULS do Médio Tejo: Centro Hospitalar do Médio Tejo com os Centros de Saúde de Abrantes, de Alcanena, de Constância, do Entroncamento, de Ferreira do Zêzere, de Mação, do Sardoal, de Torres Novas, de Tomar, de Vila Nova da Barquinha e de Vila de Rei.
- ULS da Arrábida: Centro Hospitalar de Setúbal com o ACeS da Arrábida.
- ULS de Lisboa Ocidental: Centro Hospitalar de Lisboa Ocidental com os ACeS Lisboa Ocidental e Oeiras e de Cascais.
- ULS do Arco Ribeirinho: Centro Hospitalar Barreiro-Montijo com o ACeS Arco Ribeirinho.
- ULS do Alentejo Central: Hospital do Espírito Santo de Évora com o ACeS do Alentejo Central.
- ULS do Algarve: Centro Hospitalar Universitário do Algarve com os ACeS Algarve I – Central, do Algarve II – Barlavento e do Algarve III – Sotavento.